# Stornello
Lo stornello (da non confondersi con la stornella romagnola) è un tipo di poesia generalmente improvvisata, molto semplice, d'argomento amoroso o satirico, affine alla filastrocca.
Lo stornello è originario dell'Italia centrale, in particolare Toscana, Lazio e Marche, diffusosi successivamente anche nell'Italia meridionale.
Secondo alcuni storici della letteratura e della musica, il termine stornello deriverebbe dall'uso di cantare a storno e a rimbalzo di voce da un luogo a un altro. Un'altra ipotesi deriverebbe il termine "stornello" dal provenzale estorn, ossia combattimento, a sottolineare l'intento ludico dei cantanti, che si provocavano a vicenda indirizzandosi i versi improvvisati.

## Struttura
Questo tipo di componimento è costituito da un numero imprecisato di strofe dalla struttura molto semplice. Ogni strofa è solitamente composta da tre versi:
- il primo verso è un quinario, e generalmente contiene l'invocazione a un fiore;
- gli altri due sono endecasillabi, di cui il primo è in consonanza e il secondo in rima col verso d'apertura.

In genere questo tipo di componimento viene cantato o accompagnato da musica.
Un esempio tipico di stornello "con fiore" è presente nella Cavalleria rusticana di Pietro Mascagni:
Gli angeli belli stanno a mille in cielo,
Ma bello come lui ce n'è uno solo.»
(Giovanni Targioni-Tozzetti e Guido Menasci, Cavalleria rusticana)

## Stornelli romani
Gli stornelli romaneschi, nati dall'improvvisazione e dall'estro di un momento, traggono la loro forza dall'autenticità e dalla genuinità di un intero popolo. Brevi e immediati, cantati dalle popolane come "sfottò" da balcone a balcone, o drammaticamente interpretati dai carcerati di Regina Coeli, venivano ripresi e tramandati da cantori di strada, da carrettieri o venditori, per le vie di Roma e dei paesi vicini. Un aspetto pittoresco e popolare della vita quotidiana, legato alla passione per il divertimento, la battuta e la tavola. Ecco allora, se il vino "fà cantà", nascere, in occasione di un'allegra gita "fuori porta", "'Na gita a li Castelli", o in occasione di una serata passata tra amici in una fraschetta, l'"Osteria dell'Appia Antica".
Gli stornelli a dispetto sono una forma, tipicamente romana, di insultarsi a vicenda e la base del gioco è quella di attendere la fine della strofa senza reagire per poi restituire la cortesia consci di poter terminare l'attacco.

## Stornelli della Grecìa Salentina
Noti sono anche gli stornelli salentini, a contrasto (cioè in veste di sfottò) o amorosi. In particolare, sono caratteristici gli stornelli in lingua grica, cantati nell'antica lingua grecofona della Grecìa Salentina.